# (1589) Fanatica
(1589) Fanatica ist ein Asteroid des Hauptgürtels, der am 13. September 1950 von dem argentinischen Astronomen Miguel Itzigsohn in La Plata entdeckt wurde.
Der Name des Asteroiden ist das spanische Wort für fanatisch; es erinnert an die Präsidentengattin Eva Perón.